# Камышинка (приток Большой Речки)
Камышинка — река в Алтайском крае России. Устье реки находится в 5 км по левому берегу Большой Речки, впадающей справа в Обь в 3508 км от устья. Длина реки составляет 76 км, площадь водосборного бассейна 556 км².

## Данные водного реестра
По данным государственного водного реестра России относится к Верхнеобскому бассейновому округу, водохозяйственный участок реки — Обь от слияния рек Бия и Катунь до города Барнаул, без реки Алей, речной подбассейн реки — бассейны притоков (Верхней) Оби до впадения Томи. Речной бассейн реки — (Верхняя) Обь до впадения Иртыша.
Код объекта в государственном водном реестре — 13010200312115100010491.